# Ökölvívás az 1984. évi nyári olimpiai játékokon
Az 1984. évi nyári olimpiai játékokon az ökölvívásban 12 súlycsoportban avattak olimpiai bajnokot. A küzdelmek egyenes kieséses rendszerben zajlottak, és mindkét elődöntő vesztese bronzérmet kapott. A legtechnikásabb ökölvívónak kiosztott Val Barker-díjat az amerikai Paul Gonzales kapta.
Az éremtáblázatot jelentősen módosította, hogy többek közt a Szovjetunió, Kuba, Kelet-Németország, Bulgária, Lengyelország és Magyarország nem vett részt az olimpián.

## Éremtáblázat
(A rendező ország csapata eltérő háttérszínnel, az egyes számoszlopok legmagasabb értéke illetve értékei vastagítással kiemelve.)
| Az 1984. évi nyári olimpiai játékok éremtáblázata ökölvívásban | Az 1984. évi nyári olimpiai játékok éremtáblázata ökölvívásban | Az 1984. évi nyári olimpiai játékok éremtáblázata ökölvívásban | Az 1984. évi nyári olimpiai játékok éremtáblázata ökölvívásban | Az 1984. évi nyári olimpiai játékok éremtáblázata ökölvívásban | Olimpia  |
| -------------------------------------------------------------- | -------------------------------------------------------------- | -------------------------------------------------------------- | -------------------------------------------------------------- | -------------------------------------------------------------- | -------- |
|                                                                | Ország                                                         | Arany                                                          | Ezüst                                                          | Bronz                                                          | Összesen |
| 1.                                                             | Egyesült Államok (USA)                                         | 9                                                              | 1                                                              | 1                                                              | 11       |
| 2.                                                             | Olaszország (ITA)                                              | 1                                                              | 2                                                              | 2                                                              | 5        |
| 3.                                                             | Jugoszlávia (YUG)                                              | 1                                                              | 1                                                              | 2                                                              | 4        |
| 4.                                                             | Dél-Korea (KOR)                                                | 1                                                              | 1                                                              | 1                                                              | 3        |
|                                                                |                                                                |                                                                |                                                                |                                                                |          |
| 5.                                                             | Kanada (CAN)                                                   | 0                                                              | 2                                                              | 1                                                              | 3        |
| 6.                                                             | Puerto Rico (PUR)                                              | 0                                                              | 1                                                              | 1                                                              | 2        |
| 7.                                                             | Mexikó (MEX)                                                   | 0                                                              | 1                                                              | 0                                                              | 1        |
| 7.                                                             | Nigéria (NGR)                                                  | 0                                                              | 1                                                              | 0                                                              | 1        |
| 7.                                                             | Új-Zéland (NZL)                                                | 0                                                              | 1                                                              | 0                                                              | 1        |
| 7.                                                             | Thaiföld (THA)                                                 | 0                                                              | 1                                                              | 0                                                              | 1        |
|                                                                |                                                                |                                                                |                                                                |                                                                |          |
| 11.                                                            | Algéria (ALG)                                                  | 0                                                              | 0                                                              | 2                                                              | 2        |
| 11.                                                            | Törökország (TUR)                                              | 0                                                              | 0                                                              | 2                                                              | 2        |
| 11.                                                            | Venezuela (VEN)                                                | 0                                                              | 0                                                              | 2                                                              | 2        |
| 14.                                                            | Kamerun (CMR)                                                  | 0                                                              | 0                                                              | 1                                                              | 1        |
| 14.                                                            | Dominikai Köztársaság (DOM)                                    | 0                                                              | 0                                                              | 1                                                              | 1        |
| 14.                                                            | Finnország (FIN)                                               | 0                                                              | 0                                                              | 1                                                              | 1        |
| 14.                                                            | Franciaország (FRA)                                            | 0                                                              | 0                                                              | 1                                                              | 1        |
| 14.                                                            | NSZK (FRG)                                                     | 0                                                              | 0                                                              | 1                                                              | 1        |
| 14.                                                            | Nagy-Britannia (GBR)                                           | 0                                                              | 0                                                              | 1                                                              | 1        |
| 14.                                                            | Kenya (KEN)                                                    | 0                                                              | 0                                                              | 1                                                              | 1        |
| 14.                                                            | Hollandia (NED)                                                | 0                                                              | 0                                                              | 1                                                              | 1        |
| 14.                                                            | Románia (ROU)                                                  | 0                                                              | 0                                                              | 1                                                              | 1        |
| 14.                                                            | Zambia (ZAM)                                                   | 0                                                              | 0                                                              | 1                                                              | 1        |
|                                                                |                                                                |                                                                |                                                                |                                                                |          |
| Összesen                                                       | Összesen                                                       | 12                                                             | 12                                                             | 24                                                             | 48       |

## Érmesek
| Az 1984. évi nyári olimpiai játékok érmesei ökölvívásban |                                                |                                            |                                                     |
| Versenyszám                                              | Arany                                          | Ezüst                                      | Bronz                                               |
| Szupernehézsúly                                          | Tyrell Biggs · Egyesült Államok (USA)          | Francesco Damiani · Olaszország (ITA)      | Bobby Wells · Nagy-Britannia (GBR)                  |
| Szupernehézsúly                                          | Tyrell Biggs · Egyesült Államok (USA)          | Francesco Damiani · Olaszország (ITA)      | Aziz Salihu · Jugoszlávia (YUG)                     |
| Nehézsúly                                                | Henry Tillman · Egyesült Államok (USA)         | Willie de Wit · Kanada (CAN)               | Angelo Musone · Olaszország (ITA)                   |
| Nehézsúly                                                | Henry Tillman · Egyesült Államok (USA)         | Willie de Wit · Kanada (CAN)               | Arnold Vanderlyde · Hollandia (NED)                 |
| Félnehézsúly                                             | Anton Josipović · Jugoszlávia (YUG)            | Kevin Barry · Új-Zéland (NZL)              | Evander Holyfield · Egyesült Államok (USA)          |
| Félnehézsúly                                             | Anton Josipović · Jugoszlávia (YUG)            | Kevin Barry · Új-Zéland (NZL)              | Mustapha Moussa · Algéria (ALG)                     |
| Középsúly                                                | Sin Dzsunszop (Sin Jun-seop) · Dél-Korea (KOR) | Virgil Hill · Egyesült Államok (USA)       | Arístides González · Puerto Rico (PUR)              |
| Középsúly                                                | Sin Dzsunszop (Sin Jun-seop) · Dél-Korea (KOR) | Virgil Hill · Egyesült Államok (USA)       | Mohamed Zaoui · Algéria (ALG)                       |
| Nagyváltósúly                                            | Frank Tate · Egyesült Államok (USA)            | Shawn O’Sullivan · Kanada (CAN)            | Christophe Tiozzo · Franciaország (FRA)             |
| Nagyváltósúly                                            | Frank Tate · Egyesült Államok (USA)            | Shawn O’Sullivan · Kanada (CAN)            | Manfred Zielonka · NSZK (FRG)                       |
| Váltósúly                                                | Mark Breland · Egyesült Államok (USA)          | An Jongszu (An Yeong-Su) · Dél-Korea (KOR) | Joni Nyman · Finnország (FIN)                       |
| Váltósúly                                                | Mark Breland · Egyesült Államok (USA)          | An Jongszu (An Yeong-Su) · Dél-Korea (KOR) | Luciano Bruno · Olaszország (ITA)                   |
| Kisváltósúly                                             | Jerry Page · Egyesült Államok (USA)            | Dhawee Umponmaha · Thaiföld (THA)          | Mircea Fulger · Románia (ROU)                       |
| Kisváltósúly                                             | Jerry Page · Egyesült Államok (USA)            | Dhawee Umponmaha · Thaiföld (THA)          | Mirko Puzović · Jugoszlávia (YUG)                   |
| Könnyűsúly                                               | Pernell Whitaker · Egyesült Államok (USA)      | Luis Ortíz · Puerto Rico (PUR)             | Cson Cshilszong (Jeon Chil-Seong) · Dél-Korea (KOR) |
| Könnyűsúly                                               | Pernell Whitaker · Egyesült Államok (USA)      | Luis Ortíz · Puerto Rico (PUR)             | Martin Ndongo-Ebanga · Kamerun (CMR)                |
| Pehelysúly                                               | Meldrick Taylor · Egyesült Államok (USA)       | Peter Konyegwachie · Nigéria (NGR)         | Omar Catarí · Venezuela (VEN)                       |
| Pehelysúly                                               | Meldrick Taylor · Egyesült Államok (USA)       | Peter Konyegwachie · Nigéria (NGR)         | Turgut Aykaç · Törökország (TUR)                    |
| Harmatsúly                                               | Maurizio Stecca · Olaszország (ITA)            | Héctor López · Mexikó (MEX)                | Dale Walters · Kanada (CAN)                         |
| Harmatsúly                                               | Maurizio Stecca · Olaszország (ITA)            | Héctor López · Mexikó (MEX)                | Pedro Nolasco · Dominikai Köztársaság (DOM)         |
| Légsúly                                                  | Steve McCrory · Egyesült Államok (USA)         | Redzsep Redzsepovszki · Jugoszlávia (YUG)  | Eyüp Can · Törökország (TUR)                        |
| Légsúly                                                  | Steve McCrory · Egyesült Államok (USA)         | Redzsep Redzsepovszki · Jugoszlávia (YUG)  | Ibrahim Bilali · Kenya (KEN)                        |
| Papírsúly                                                | Paul Gonzales · Egyesült Államok (USA)         | Salvatore Todisco · Olaszország (ITA)      | Marcelino Bolívar · Venezuela (VEN)                 |
| Papírsúly                                                | Paul Gonzales · Egyesült Államok (USA)         | Salvatore Todisco · Olaszország (ITA)      | Keith Mwila · Zambia (ZAM)                          |